# Sohren
Sohren település Németországban, Rajna-vidék-Pfalz tartományban. Lakosainak száma 3382 fő (2023. december 31.). Sohren Nieder Kostenz, Dill, Schwarzen, Niederweiler és Bärenbach községekkel határos.

## Népesség
A település népességének változása:
| Lakosok száma | 1976 | 3213 | 3220 | 3232 | 3370 | 3382 |
|               | 1975 | 2017 | 2019 | 2021 | 2022 | 2023 |